# Shahrbāz
Shahrbāz (persiska: شهرباز) är en ort i Iran.   Den ligger i provinsen Qazvin, i den nordvästra delen av landet, 240 km väster om huvudstaden Teheran. Shahrbāz ligger 1 934 meter över havet och antalet invånare är 101.
Terrängen runt Shahrbāz är kuperad åt sydost, men åt nordväst är den platt. Terrängen runt Shahrbāz sluttar norrut. Runt Shahrbāz är det ganska tätbefolkat, med 108 invånare per kvadratkilometer. Närmaste större samhälle är Dīdār, 4,4 km öster om Shahrbāz. Trakten runt Shahrbāz består i huvudsak av gräsmarker.